# Макс Шлоссер
Макс Шлоссер (нім. Max Schlosser, 5 лютого 1854, Мюнхен,  Німеччина — 7 жовтня 1932, Мюнхен, Німеччина) — німецький палеонтолог і геолог.

## Біографія
У 1887 р. Шлоссер опублікував перший великий опис  решток  приматів. Незважаючи на те, що ця робота базувалася, в основному, на його дослідженнях в  Єльському університеті, основну увагу він приділяв вивченню решток, знайдених в Європі.
Найбільш відомі його праці відносяться до перших десятиліть XX-го століття і стосуються вивчення викопних ссавців  олігоценового шару  Фаюмської оази поблизу Каїру (Єгипет), особливо перші описи ранніх  вузьконосих мавп Парапітека і Пропліопітека. Останніх він вважав предками сучасних  гібонів.
У 1910—1911 рр. Шлоссер описав, знайдену в 1907 р. у Фаюмі нижню щелепу дорослої особини викопної мавпи. Мавпу, якій належала щелепа, було визначено Шлоссером, як  Parapithecus fraasi («наступний після мавпи») і зараховано до сім'ї  Парапітецидів.